# Kejserinde Chen Jinfeng
Kejserinde Chen Jinfeng (陳金鳳) (født 893, død 17. november 935 ) var den tredje kone af Wang Yanjun (kejser Huizong, også kendt som Wang Lin), en hersker i kongeriget Min under kinesernes fem dynastiers og ti kongedømmes periode. Wang Yanjun var, skønt han ikke Mins første hersker, den første til at hævde kejserlig titel, og kejserinde Chen var dermed Min-rigets første kejserinde. Da Wang Yanjun blev myrdet i 935, blev hun også dræbt.

## Liv og gerning
Ifølge hendes biografi i Forårs og efterårsannalerne for de ti kongeriger (十 國 春秋) blev Chen Jinfeng født i 893. Hendes juridiske fader var Chen Yan, guvernør i Fujian Circuit (福建, med hovedcenter i det moderne Fuzhou, Fujian ) - men biografien indikerer, at Chen Yan ikke var hendes biologiske fader. I stedet havde Chen Yan en homoseksuel affære med en ung smuk mand, Hou Lun (侯 倫), som derefter også havde en affære med sin konkubine Lady Lu, der førte til Lady Lus graviditet. Efter Chen Yan død i eller kort efter 891  blev Lady Lu taget ind i hans svogers Fan Huis (范) husstand, der hævdede positionen som fungerende guvernør. Mens hun opholdt sig i Fan's husstand, fødte Lady Lu Chen Jinfeng (betyder "gyldne phoenix"). Natten før Chen Jinfengs fødsel drømte hun om en fenghuang, der flyver ind i hendes bryst.
I 893 erobrede Wang Shenzhi, på daværende tidspunkt en general under sin broder Wang Chao, præfekten for Quan-præfecturet (泉州, i det moderne Quanzhou, Fujian), Fujians hovedstad i Fu-præfekturet (福州), og Fan blev dræbt under flugten, så at Wang Chao kunne overtage kontrollen over området. Efter Fans nederlag var Chen Jinfeng, den gang endnu et barn, tilsyneladende tabt blandt den almindelige befolkning, men blev senere taget ind af klanmanden Chen Kuangsheng (陳 匡 勝) og opdraget i hans husstand.

### Wang Shenzhis konkubine
I 909, da Wang Shenzhi var hersker af området, nu kendt som Weiwu-området (威武), bar han også titlen prins af Min som en vasal af det yngre Liang-dynasti. Dette år valgte han kvinder fra velrenommerede husstande til at være hans konkubiner. På den tid var Chen Jinfeng 16 år gammel, og ifølge Forårs og efterårsannalerne for de ti kongeriger siges hun at være smuk og i stand til at danse. Wang Shenzhi tog hende som sin konkubine og gav hende titlen Cairen (才 人). Forårs og efterårsannalerne for de ti kongeriger omtaler imidlertid også, at ifølge den mere formelle Zizhi Tongjian blev hun sagt at være grim og tøjlesløs og hævdede også, at hun blot var en tjenerpige i Wang Shenzhis palads, ikke en konkubine.) Ifølge Forårs og efterårsannalerne for de ti kongeriger blev hun favoriseret lige så meget som Dowager Huang, og han byggede et palads til hende nær en sø, så hun ofte kunne se søen.

### Wang Yanjuns konkubine
Wang Shenzhi døde i 925 og blev efterfulgt af sin søn Wang Yanhan, der igen blev dræbt omkring nytår 927 af hans adoptivbroder Wang Yanbing og den yngre biologiske broder Wang Yanjun, som der efter efterfulgte ham. Det blev sagt, at på et tidspunkt, da han var på en paladsets port, så han Chen Jinfeng og blev indtaget af hende og der efter gjorde han hende til konkubine og gav hende titlen Shufei (淑妃) og begunstigede hende meget.

### Som kejserinde
I 933 hævdede Wang Yanjun titel som kejseren af Min (som kejser Huizong). I 935 gjorde han konkubinen Chen til kejserinde, og forbigik derved sin daværende hustru Jin. Han gjorde også Chen Kuangsheng og et andet klanmedlem, Chen Shou'en (陳守恩), til embedsmænd i sit palads.
Det år blev det sagt, at kejserinde Chens stedsøn (Wang Yanjun's søn) Wang Jipeng, prins af Fu, havde en affære med en hofdame, Li Chunyan. Wang Jipeng afslørede dette til kejserinde Chen og anmodede hende om hjælp; Kejserinde Chen forklarede såledessituationen til Wang Yanjun om ham og overtalte Wang Yanjun til at give Li til Wang Jipeng.
I mellemtiden blev det dog sagt, at Wang Yanjun i sine sene år havde lidt et slagtilfælde, og at kejserinde Chen der efter forestod offentlige sager med sin nært forbundne Gui Shouming (歸 守 明) og en anden embedsmand, Li Keyin (李 可 殷). Eftersom Li Keyin fejlagtigt havde anklaget vagtofficeren Li Fang (李 仿), og Chen Kuangsheng havde været respektløse for Wang Jipeng, var både Li Fang og Wang Jipeng imod den daværende situation. Da Wang Yanjuns sygdom udviklede sig, troede både Li Fang og Wang Jipeng, at han ville dø, og at Wang Jipeng ville få chancen for at efterfølge ham.
Den 16. november 935 sendte Li Fang flere soldater for at myrde Li Keyin, hvilket chokerede mennesker i Min-staten meget. Den næste dag, 17. november, var Wang Yanjun mindre syg, og kejserinde Chen informerede ham om Li Keyins død. Chokeret indtog han sit sæde i kejserhalen og beordrede en undersøgelse af Li Keyins død. Af frygt mobiliserede Li Fang sine tropper og fik dem til at trænge ind i paladset. Soldaterne sårede Wang Yanjun hårdt, og hans hofdamer, som ikke kunne holde ud at se ham lide længere, dræbte ham. Li Fang og Wang Jipeng dræbte derefter kejserinde Chen, Chen Shou'en, Chen Kuangsheng, Gui og Wang Jipengs yngre broder Wang Jitao (王繼韜), som Wang Jipeng længe havdeværet i rivalisering med. Wang Jipeng overtog derefter tronen.